# Hermann von Erffa
Le baron Hermann Hartmann von Erffa (né le 31 juillet 1845 à Ahorn et mort le 10 juin 1912 à Wernburg) est un propriétaire terrien en Thuringe, un lobbyiste agricole et un homme politique conservateur prussien.

## Biographie
Hermann Hartmann von Erffa est issu de la noblesse thuringeois des barons von Erffa (de). Né comme le deuxième fils du baron Ferdinand Hartmann von Erffa et d'Emmy von Baumbach (de), il est diplômé à l'école du monastère de Roßleben, puis étudie le droit et les sciences politiques à Bonn et Göttingen ainsi que les sciences agricoles à Hohenheim. À Bonn, il devient membre du Corps Borussia. En 1872, il se marie avec Elisabeth à Hemmingen, la fille du baron Karl Varnbüler von und zu Hemmingen (de), avec qui il a trois filles et trois fils : Margarethe (1873-1944), Hildegard (1874-1945), Sabine (1876-1974), Georg (de) (1877-1937), Burkhard (1879-1904) et Rudolf (de) (1881-1972).
En 1872, Erffa reprend le majorat de Wernburg avec Seebach près de Pößneck et les domaines d'Örlsdorf et Rohof près de Sonneberg dans ce qui est alors le duché de Saxe-Meiningen.
De 1883 à 1908, Erffa est président de la Chambre d'agriculture de Thuringe et, à ce titre, membre du Collège d'économie de l'État prussien (de) à partir de 1889. Il est également un responsable de la Fédération des agriculteurs. Entre 1881 et 1912, il est membre du Conseil agricole allemand et, à partir de 1895, membre de son comité permanent. Erffa publie quelques écrits économiques et agricoles.
À partir de 1874, Erffa est chef du département et à partir de 1875, il est député du parlement provincial de Saxe (de), où il est député de l'arrondissement de Ziegenrück. À partir de 1885, il est député de la Chambre des représentants de Prusse en tant que membre du parti conservateur. Il est membre du comité exécutif du groupe parlementaire du parti en 1894 et 1895 et de nouveau à partir de 1908. Au Parlement, il est secrétaire en 1888, 1898 et 1899 et est temporairement membre de la Commission du budget. En 1912, il est élu président de la Chambre des représentants de Prusse. Peu de temps après, il meurt d'un accident vasculaire cérébral.
Il est chevalier légal de l'Ordre de Saint-Jean.